# Mimosa himalayana
Mimosa himalayana är en ärtväxtart som beskrevs av James Sykes Gamble. Mimosa himalayana ingår i släktet mimosor, och familjen ärtväxter. Inga underarter finns listade i Catalogue of Life.